# كارل زيمارمان
كارل زيمارمان (بالإنجليزية: Carl Zimmermann)‏ هو صحفي أمريكي، ولد في 26 مارس 1918، وتوفي في 11 أبريل 2014.